# Mandi Fernández
Armando Fernández Prieto, más conocido como Mandi, (Oviedo, 24 de marzo de 1932 - Oviedo, 20 de diciembre de 2001) fue un futbolista español de la década de 1950 que jugó en varios equipos de la Primera División de España.

## Trayectoria
Comenzó su carrera profesional en el Real Oviedo jugando a gran nivel entre 1951 y 1954. Debuta con los azules cuando éstos juegan en la Segunda División el 15 de abril de 1951 en el antiguo estadio Carlos Tartiere en un encuentro que los carbayones pierden por 2-4 frente al Unión Deportiva Orensana. En la temporada siguiente logra el ascenso a la máxima categoría, permaneciendo en ella durante dos temporadas más con el equipo de la capital asturiana. Su debut en la Primera División fue el 14 de septiembre de 1952  en el Estadio Metropolitano de Madrid en el encuentro que enfrentó al Real Oviedo con el Atlético de Madrid (5-1) siendo Urquiri el entrenador que lo hizo debutar. En total juega 72 partidos oficiales con el Real Oviedo, consiguiendo un total de 14 goles (en Primera División, 51 partidos y 9 goles). En 1954 ficha por el FC Barcelona, con quien juega durante tres temporadas jugando 27 encuentros con los blaugranas y consiguiendo 3 goles. Una lesión en la rodilla le impide jugar más partidos e incluso no debutar con la selección española. El 26 de enero de 1955 disputa un partido con la Selección de fútbol de Cataluña enfrentándose al Bolonia FC. En 1957 ficha por el Real Jaén CF que en esa temporada juega en la Primera División (14 partidos y 2 goles) aunque al final de la misma, el equipo andaluz desciende a la categoría de plata. Años más tarde defenderá los colores de equipos asturianos de categorías inferiores como el Caudal Deportivo de Mieres o la Unión Popular de Langreo.

## Palmarés
- Copa del Generalísimo de fútbol 1957: